# Kołłątaj
Kołłątaj, polskie nazwisko (liczba mnoga: Kołłątajowie). Na początku lat 90. XX wieku w Polsce nosiły je 274 osoby. Pod wpływem języka rosyjskiego może być zapisywane jako Kołłontaj.

## Znani Kołłątajowie
- Antoni Kołłątaj – uczestnik powstania kościuszkowskiego, bratanek Hugona
- Benedykt Kołłątaj – porucznik Korpusu Artylerii Litewskiej
- Hugo Kołłątaj – polityk, pisarz oświeceniowy, ksiądz
- Jan Kołłątaj-Srzednicki – generał brygady
- Rafał Kołłątaj – polski szlachcic, brat Hugona